# Devon Ericson
Devon Ericson (Salt Lake City, 21 de diciembre de 1952) es una actriz y cantante estadounidense.

## Primeros años
Ericson nació en Salt Lake City, Utah, y recibió su nombre de Devon, Inglaterra. Su madre, Audrey Planty, ganó campeonatos británicos de patinaje sobre hielo y realizó una gira con los Ice Follies en los Estados Unidos. Su padre era un estadounidense de ascendencia sueca. Se separaron cuando Ericson tenía 8 años y ella se mudó con su madre a San Diego, donde su madre operaba una pista de hielo.
Cuando era joven, Ericson participó en concursos de oratoria y debate. Asistió a la escuela de artes escénicas de la Universidad Internacional de Estados Unidos en San Diego y luego estudió en su campus satélite en Ashdown Park, Inglaterra.

## Carrera
Ericson actuó profesionalmente por primera vez en Inglaterra, actuando en Como gustéis y bailando en un teatro de revista. Vino a Estados Unidos para actuar en la obra Pajama Tops en Filadelfia. Después de eso, debutó en la televisión estadounidense como la novia de John-Boy Walton en The Waltons. También en televisión, interpretó a Betsy O'Neal en The Chisholms, Rachel Peters en Family,: 324  y Rebecca Bryan en Young Dan'l Boone.: 1206  Apareció en las series de televisión Barnaby Jones; Historia policial; Starsky y Hutch; The Streets of San Francisco; Jenny Wood en Three's Company; Jane Foley en It's a Living; Magnum, P.I.; la miniserie Eleanor & Franklin; Studs Lonigan; Testimony of Two Men; Buck Rogers en el siglo XXV; Knight Rider; Airwolf; The A-Team y The Awakening Land.

## Filmografía

### Cine
| Año  | Título                 | Papel   | Ref.  |
| ---- | ---------------------- | ------- | ----- |
| 1975 | Return to Macon County | Betty   |       |
| 1984 | Night of the Comet     | Minder  | [ 8 ] |
| 1986 | Say Yes                | Cynthia |       |

### Televisión
| Año       | Título                                                 | Papel                              | Notas                                            | Ref.          |
| --------- | ------------------------------------------------------ | ---------------------------------- | ------------------------------------------------ | ------------- |
| 1974      | The Waltons                                            | Polly Thompson                     | Episodio: «The First Day»                        |               |
| 1974      | The Texas Wheelers                                     | Janie                              | Episodio: «The X-Rated Movie»                    |               |
| 1974      | The Manhunter                                          | Jamie Bellows                      | Episodio: «A.W.O.L. to Kill»                     |               |
| 1975      | The Dream Makers                                       | Carol                              | Telefilme                                        |               |
| 1975      | ABC Afterschool Special                                | Lily Degley                        | Episodio: «The Skating Rink»                     |               |
| 1975      | The Runaway Barge                                      | June Bug Dobbs                     | Telefilme                                        |               |
| 1975–1979 | Barnaby Jones                                          | Varios papeles                     | 4 episodios                                      |               |
| 1975–1977 | The Streets of San Francisco                           | Vicky Kincaid Jackie Collins       | Episodios: «Most Likely to Succeed» «Once a Con» |               |
| 1976      | Movin' On                                              | Lila Hinshaw                       | Episodio: «The Old South Will Rise Again»        |               |
| 1976      | Eleanor & Franklin                                     | Corinne Robinson                   | 2 episodios                                      |               |
| 1976      | Stranded                                               | Julie Blake                        | Telefilme                                        | [ 9 ]         |
| 1976      | Starsky y Hutch                                        | Kitty                              | 2 episodios                                      |               |
| 1977      | Historia policial                                      | Ariana                             | Episodio: «The Malflores»                        |               |
| 1977      | Most Wanted                                            | Julia Neal                         | Episodio: «The Ritual Killer»                    |               |
| 1977      | Busting Loose                                          | Julie                              | Episodio: «Love's Labor Lost»                    |               |
| 1977      | Westside Medical                                       | Carol Manolas                      | Episodio: «Red Blanket for a City»               |               |
| 1977      | Testimony of Two Men                                   | Priscilla «Prissy» Madden Witherby | Miniserie                                        |               |
| 1977      | Disneyland                                             |                                    | Episodio: «The Bluegrass Special»                |               |
| 1978      | The Awakening Land                                     | Huldah Wheeler                     | Episodio: «Part III: The Town»                   | [ 10 ] [ 11 ] |
| 1978      | The Busters                                            | Marty Hamilton                     | Telefilme                                        |               |
| 1977–1978 | Young Dan'l Boone                                      | Rebecca Ryan                       | 5 episodios                                      | [ 12 ] [ 13 ] |
| 1978      | Three's Company                                        | Jenny Wood                         | Episodio: «My Sister's Keeper»                   |               |
| 1978      | Ishi: The Last of His Tribe                            | Lushi como adolescente             | Telefilme                                        | [ 14 ]        |
| 1979      | Studs Lonigan                                          | Fran Lonigan                       | 3 episodios                                      |               |
| 1979      | Lou Grant                                              | Cheryl                             | Episodio: «Romance»                              | [ 15 ]        |
| 1979      | Can You Hear the Laughter? The Story of Freddie Prinze | Kathy                              | Telefilme                                        |               |
| 1979–1980 | Family                                                 | Rachel Peters                      | Episodios: «'Tis the Season» y «Play on Love»    |               |
| 1980      | The Chisholms                                          | Betsy O'Neal                       | 6 episodios                                      | [ 16 ]        |
| 1980      | When the Whistle Blows                                 | Jenny                              | Episodio: «Macho Man»                            |               |
| 1980      | Baby Comes Home                                        | Elizabeth Kramer Winston           | Telefilme                                        |               |
| 1980      | CHiPs                                                  | Judy                               | Episodio: «Wheels of Justice»                    |               |
| 1981      | Quincy, M.E.                                           | Kate Mills                         | Episodio: «To Kill in Plain Sight»               |               |
| 1981      | Buck Rogers en el siglo XXV                            | Asteria Eleefa                     | Episodio: «The Dorian Secret»                    | [ 17 ]        |
| 1981      | Magnum, P.I.                                           | Jennifer «Jenny» Chapman           | Episodio: «Tropical Madness»                     |               |
| 1981–1986 | It's a Living                                          | Jane Foley / Beverly Gradey        | Episodios: «The Wedding» y «Jealous Wife»        |               |
| 1982      | Knight Rider                                           | Robin Ladd                         | Episodio: «Deadly Maneuvers»                     | [ 18 ]        |
| 1983      | The A-Team                                             | Ellen Penhall                      | Episodio: «West Cost Turnaround»                 |               |
| 1984      | Hotel                                                  | Margo White                        | Episodio: «Memories»                             |               |
| 1984      | The Mystic Warrior                                     | Heyatawin                          | Telefilme                                        | [ 19 ]        |
| 1984      | The Love Boat                                          | Ellen Brown                        | 1 episodio                                       |               |
| 1985      | Hunter                                                 | Loretta Johnson                    | Episodio: «Guilty»                               |               |
| 1985      | Trapper John M.D.                                      | Jan Brown                          | Episodio: «Just Around the Coroner»              |               |
| 1985      | Airwolf                                                | Hana / Tracey Cooper               | Episodios: «Dambreakers» y «Kingdom Come»        | [ 20 ]        |
| 1986      | St. Elsewhere                                          | Katherine Auschlander              | Episodio: «Time Heals: Part 2»                   |               |
| 1986      | Gone to Texas                                          | Tiana Rogers                       | Telefilme                                        |               |
| 1987      | Mathnet                                                | Maureen O'Reilly                   | Episodio: «The Mystery of the Maltese Pigeon»    |               |
| 1987      | Square One Television                                  | Maureen O'Rilley                   | 4 episodios                                      |               |